# Heksametar
Heksametar je stih od šest metričkih jedinica. Najpoznatiji i najvažniji je daktilski heksametar (lat. versus heroicus), koji se sastoji od šest stopa daktila (-UU), s tim što u šestoj uvek nedostaje jedan slog (katalektički stih). Ta poslednja stopa može da bude spondej ili trohej, ali nikada daktil. Shema klasičnog heksametra:
-UU/-UU/-UU/-UU/-UU/-U.
Svaki daktil može se zameniti spondejem.
Vokal na početku stope je uvek akcentovan.
Najduži oblik ima 17 slogova, a najkraći 13.
Daktili u prve četiri stope mogu biti zamenjeni spondejima, a u petoj spondej dolazi samo izuzetno, i tada se stih zove spondijak. Naizmeničnom upotrebom tih dveju stopa izbegava se jednoličnost.
Kako je heksametar suviše dug za izgovaranje u jednom dahu, on redovno ima cezure i dijareze.
Heksametar je u antici bio zakoniti oblik epske, bukoličke, didaktičke i satirične poezije. Većina najznačajnijih proizvoda starine ispevana su u ovom metru - Ilijada, Odiseja, Enejida, Bukolike, Ovidijeve Metamorfoze, Horacijeve Satire i Pisma, Lukrecijev ep O prirodi stvari itd.
U kombinaciji sa pentametrom heksametar se nalazi u elegijskom distihu.
Mnoga nastojanja da se u silabičko-tonskoj versifikaciji oživi heksametar ostala su bez uspeha, uglavnom zato što je veoma teško naglaskom zameniti kvantitet. Zato se umesto spondeja upotrebljava akcenatski trohej.
Pored prevoda starih pesnika,među najpoznatija dela ispevana heksametrom u silabičko-tonskoj versifikaciji jesu Geteov Herman i Doroteja, Klopštokov Mesija i Evangelina Longfeloua.
Srpski i hrvatski književni prevodioci eksperimentisali su sa heksametrom oko sto godina. Zahvaljujući filologu i prevodiocu T.Maretiću i, u isto vreme V.Iliću, 80-tih godina 19-og veka pobedio je akcenatski princip. Vojislav Ilić je stvorio najritmičniji pandan antičkom heksametru, čime je uticao i na hrvatske pesnike, naročito na Kranjčevića i Nazora. Pokazalo se da neakcentovane dužine u srpskohrvatskom jeziku ne mogu da organizuju ritam u heksametru. Osim toga, tom stihu ne odgovara, naročito na njegovom početku, ritam parnosložnih akcenatskih celina.
Ritam heksametra se gotovo redovno ostvaruje na osnovu šest akcenatskih celina, i to trosložnih, dvosložnih i jednosložnih, ređe petosložnih, ili, u drugom polustihu, četvorosložnih uz to sa ravnotežom polustihova. To je zapravo oblik šestoiktusnog deonog stiha. 
Ukupan broj slogova se kreće od 13 do 16 (retko 17), a broj neakcentovanih slogova između akcenata je po pravilu 1-2, retko 3,0 ili 4 (na mestu neostvarenog iktusa).
Cezura je pokretna (iza 6,7. ili 8. sloga), a sa njom se podudara izrazit sintaksičko-intonacioni signal (polukadenca).